# Dvärgantennmal
Dvärgantennmal (Cauchas fibulella) är en fjärilsart som först beskrevs av Michael Denis och Ignaz Schiffermüller 1775.  Dvärgantennmal ingår i släktet Cauchas, och familjen antennmalar. Arten är reproducerande i Sverige.

## Bildgalleri

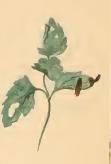
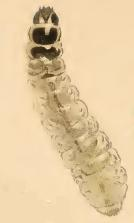
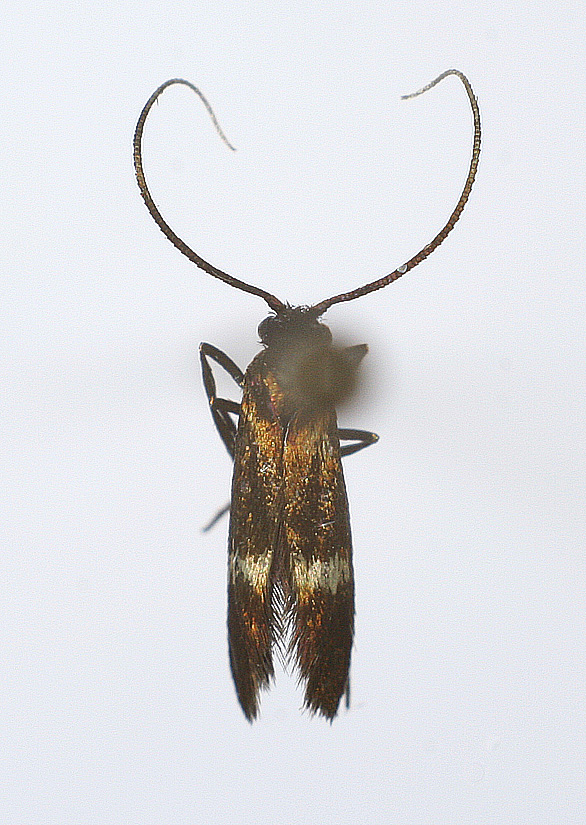